# Filip Hrgović
Filip Hrgović est un boxeur croate né le 4 juin 1992 à Zagreb en Croatie évoluant dans la catégorie des poids super-lourds en amateur et en poids lourds en professionnel.

## Carrière

### Carrière amateur
Médaillé de bronze aux Jeux olympiques de Rio en 2016 en ne s'inclinant qu'en demi-finale contre Tony Yoka, sa carrière amateur est également marquée par son titre de champion d'Europe en 2015 à Samokov.

### Carrière professionnelle
Filip Hrgović combat pour la première fois en professionnel le 17 septembre 2018. Après 5 victoires consécutives dont 4 par KO, il bat Amir Mansour pour le gain de la ceinture internationale WBC. Il défend cette ceinture 4 fois, notamment contre les anciens challengers mondiaux Kevin Johnson et Éric Molina.
Le 7 novembre 2020, il bat Rydell Booker par KO technique pour le gain de la ceinture internationale IBF.
En janvier 2022, le Croate défie Tony Yoka pour un combat entre prétendants au titre de la fédération IBF. Cette opposition, revanche annoncée de la demi-finale des Jeux olympiques entre les deux boxeurs, tombe à son tour à l'eau lorsque l'IBF confirme que le contrat signé entre Tony Yoka et Martin Bakole est toujours d'actualité,. Après avoir essuyé les refus de nombreux boxeurs comme Joseph Parker, Andy Ruiz Jr., Murat Gassiev, le Chinois Zhang Zhilei accepte de boxer contre Filip Hrgović.
Alors qu'il doit affronter Zhang Zhilei sur la carte de la soirée du 7 mai 2022 organisée à Las Vegas autour du combat principal entre Canelo Álvarez et Dmitrii Bivol, le Croate est endeuillé par la mort de son père et se retire du combat quelques jours avant l'affrontement. Le combat est programmé de nouveau en août 2022 lors d'une soirée de boxe anglaise organisée en Arabie saoudite.

## Palmarès amateur

### Jeux olympiques
- Médaille de bronze en +91 kg aux Jeux de 2016 à Rio de Janeiro, Brésil

### Championnats d'Europe
- Médaille d'or en +91 kg aux championnats d'Europe 2015 à Samokov, Bulgarie

## Titres professionnels en boxe anglaise

### Titres régionaux/internationaux
- Champion poids lourds IBF International (depuis 2020)
- Champion poids lourds WBC International (2018-2020)

## Référence
1. ↑  (fr) Tony Yoka domine Filip Hrgovic et boxera pour l'or à Rio (lequipe.fr)
2. ↑  Eric Michel, « Boxe : «Je ne me suis jamais caché»... Tony Yoka accepte le défi lancé par le Croate Filip Hrgovic », sur leparisien.fr, 13 janvier 2022 (consulté le 20 août 2022).
3. ↑  Eric Michel, « Boxe : 6 ans après sa défaite à Rio, Filip Hrgovic veut sa revanche contre Tony Yoka », sur leparisien.fr, 12 janvier 2022 (consulté le 20 août 2022).
4. ↑  (en) Mike Coppinger, « IBF heavyweight title elimination bout between Tony Yoka and Filip Hrgovic in jeopardy », sur espn.com, 20 janvier 2022 (consulté le 20 août 2022).
5. ↑  A.-A. F., « Tony Yoka privé de demi-finale IBF des poids lourds face à Filip Hrgovic », sur lequipe.fr, 21 janvier 2022 (consulté le 20 août 2022).
6. ↑  (en) John Hutchinson, « Canelo Alvarez undercard scrap Filip Hrgovic against Zhang Zhilei OFF after Croatian’s dad dies during training camp », The Sun, 3 mai 2022 (consulté le 20 août 2022).